# 암네시아: 더 다크 디센트
《암네시아: 더 다크 디센트》(영어: Amnesia: The Dark Descent)는 프릭셔널 게임즈가 제작하고 발매한 호러 어드밴처 게임이다. 주인공인 다니엘이라는 모험가가 기억상실증을 유발하는 약을 섭취하면서 시작되는 게임이다. 총 4종류의 괴물이 존재하며 이 괴물들을 피해 성을 탈출하는 것이 게임의 주된 목적이다

## 게임 플레이
이 게임은 독특한 게임 플레이를 가지고 있는데 그중 가장 다른 게임과 차별화된 것은 공격을 할 수 없다는 것이다. 쉽게말하면 괴물들에게 위해를 가할 수가 없고 만나면 바로 도망가거나 잡혀 죽거나 그 둘중 하나다. 두 번째로 이 게임은 플레이시 너무 어두운 배경 때문에 등불 이 없으면 거의 죽은거나 마찬가지다.
이 등불에는 기름을 넣어주어야 하는 불편함이 있고 기름은 가다보면 기름통이 있는데 이 안에 남아있는 것을 넣으면 등불을 켤 수가 있게 된다.
특히 이 게임의 주인공인 다니엘은 어두운곳에 일정시간 있을시, 괴물을 보았을시 등에서 정신도의 피해를 받는다.
자신의 데미지와 별개로 정신도에 피해를 받으면 환각, 어지러움 등의 증세가 나타나고 심하면 쓰러진다.

### 등장하는 괴물들
1. 그런트
출연 빈도가 가장 잦음과 동시에 사용자들에게 가장 잘 알려진 부류이다. 턱뼈가 나가 아랫턱이 축 늘어져 가슴까지 내려와 있으며, 눈은 사시이다. 추격 속도와 공격력은 상당한 편으로서, 2, 3번의 가격으로 플레이어를 죽음으로 내몬다. 징조로 토하는 사람 목소리? 목 쉰 사람 목소리하며 돌아다닌다.(초반 자료실부터 목격 가능~지하감옥, 그 이후 이벤트적으로만 출현)
2. 워터 럴커
물속에 잠복해있는 사냥꾼으로서, 움직일 때마다 물이 튀나 형체는 볼 수 없다. 게임 중간중간 등장하는 팔이나 책을 던져 주의를 돌릴 수 있는데, 육식성인 관계로 팔을 던질시 책에 비해 좀 더 오랫동안 시간을 지체시킬 수 있다. 공격력은 역시 상당하다.(브루트 정도의 공격력을 가지고 있다.) 지하자료실, 자료실터널, 저수조에서 볼 수 있다. 단, 저수조의 경우 영안실에서 백신을 먼저 주사하고 가야 볼 수 있다. 큰 통이나 상자를 통해 '죽일' 수 있는 유일한 괴물.
3. 브루트
게임 내에서 가장 위협적이며 강력한 괴물로, 단 한번의 공격으로 플레이어를 죽일 수있다.(그런트는 3~4방으로 문을 부술 수 있지만, 브루트는 한방에 부술 수 있다.) 청각도 매우 발달해 플레이어가 (정신도가 최하일 때) 내는 숨소리까지 알아챈다. 생김새는 매우 기형적으로서, 얼굴이 분쇄되다시피 되어있다. 치아가 타원형으로서 납작해진 얼굴 전체에 둘러져있는데, 두개골이 없는 것으로 보인다. 온 몸엔 억지로 고정시킨듯한 쇳조각들이 붙어있다. 다리엔 수술에 쓰인 것으로 추정되는 고정용 쇠막대가 달려있는데, 왼손이 칼날로 되어있다. (모르그부터 출현)
4. 알로이스
암네시아 더 다크 디센트 에서는 나오지는 않지만 저스틴이라는 암네시아 다른버전으로 가서 만날수 있는 괴물이다. 시각은 없으나 청각과 후각에 예민하다. 생김새는 하얀알몸에 눈이 없으면서 목에 바퀴에 끼인것 같은 형상으로 상당히 괴이하게 생겼다. 단 한번의 공격으로 플레이어를 무력화시킬수 있고 저스틴에서는 알로이스만 나오므로 상당히 무시무시한 놈이다.

### 게임의 엔딩
암네시아: 더 다크 디센트는 총 4개의 결말을 가지고 있다.
1. 해피엔딩
알렉산더를 죽인 다음 다니엘 자신도 죽어 천국에 간다는 엔딩
2. 배드엔딩
알렉산더는 살고 다니엘 혼자 죄책감으로 고통스럽게 죽는다는 엔딩
3. 복수엔딩
알렉산더를 마침내 죽이고 성에서 탈출하지만 죽을 때까지 자신이 죽인 자들을 생각하면서 죄를 씻으며 나가는 엔딩. 제일 해피엔딩이라고 볼 수 있다.
4. 히든엔딩(배드엔딩 2)
그런트에게 잡힌다음 감옥에서 쉐도우에게 고통스럽게 죽는다는 엔딩

## 평가
| 평가 |                                                |
| --- | ---------------------------------------------- |
| 통합 점수 통합사 점수 게임랭킹스 PC: 86% [ 1 ] 메타크리틱 PC: 85/100 [ 2 ] PS4: 78/100 [ 3 ] XONE: 79/100 [ 4 ] NS: 76/100 [ 5 ] 평론 점수 평론사 점수 어드벤처 게이머즈 [ 6 ] 유로게이머 8/10 [ 7 ] 게임 인포머 9.25/10 [ 8 ] IGN 8.5/10 [ 9 ] PC 게이머 (UK) 88% [ 10 ] Igromania 8/10 [ 11 ] |                                                |
| 통합 점수 |                                                |
| 통합사 | 점수                                           |
| 게임랭킹스 | PC: 86%                                        |
| 메타크리틱 | PC: 85/100 PS4: 78/100 XONE: 79/100 NS: 76/100 |
| 평론 점수 |                                                |
| 평론사 | 점수                                           |
| 어드벤처 게이머즈 | [ 6 ]                                          |
| 유로게이머 | 8/10                                           |
| 게임 인포머 | 9.25/10                                        |
| IGN | 8.5/10                                         |
| PC 게이머 (UK) | 88%                                            |
| Igromania | 8/10                                           |